# 皮德利斯尼穆卡里夫
48°58′17″N 26°56′36″E / 48.97139°N 26.94333°E
皮德利斯尼穆卡里夫（烏克蘭語：Підлісний Мукарів），是烏克蘭西部的村莊，隸屬赫梅利尼茨基州的卡緬涅茨-波多利斯基區。該村面積3.45平方公里，海拔高度328米，2001年人口927，人口密度每平方公里268.4人。